# جوانا ستون
جوانا ستون (بالإنجليزية: Joanna Stone) هي رامية الرمح ‏ أسترالية، ولدت في 4 أكتوبر 1972 في لندن في المملكة المتحدة.

## وصلات خارجية
- جوانا ستون على موقع الاتحاد الدولي لألعاب القوى (الإنجليزية)
- جوانا ستون على موقع النتائج التاريخية لألعاب القوى الأسترالية (الإنجليزية)
- جوانا ستون على موقع اللجنة الأولمبية الدولية (الإنجليزية)
- جوانا ستون على موقع أوليمبيديا (الإنجليزية)
- جوانا ستون على موقع اللجنة الأولمبية الأسترالية (الإنجليزية)
- جوانا ستون على موقع اتحاد ألعاب الكومنولث (مؤرشف) (الإنجليزية)